# Neuvéglise
Neuvéglise korábbi község (település) Franciaországban, Cantal megyében. 2017. január 1-jén Lavastrie, Oradour és Sériers községgel egyesült és Neussargues en Pinatelle új község része lett.
Lakosainak száma 1123 fő (2018. január 1.). Neuvéglise Chaudes-Aigues, Cussac, Espinasse, Lavastrie, Oradour, Saint-Martial, Sériers és Les Ternes községekkel határos.

## Népesség
A település népességének változása:
| Lakosok száma | 1305 | 1260 | 1112 | 1022 | 1133 | 1085 | 1095 | 1797 | 1122 | 1123 |
|               | 1968 | 1975 | 1982 | 1999 | 2006 | 2011 | 2013 | 2016 | 2017 | 2018 |